# Jameos del Agua

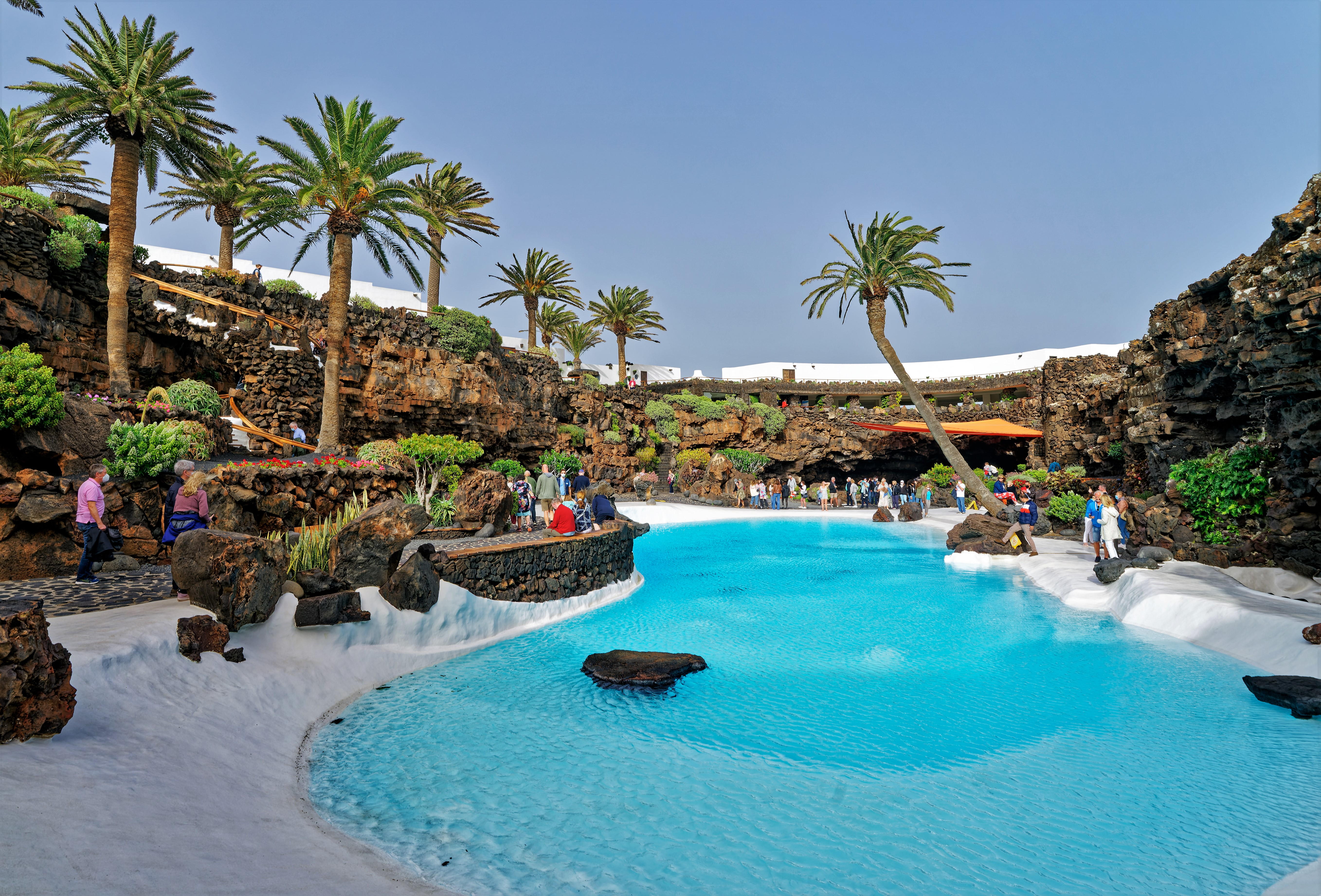
Durch César Manrique angelegter Pool in Jameos del Agua

Jameos del Agua ist der Name einer durch den Künstler und Naturschützer César Manrique 1966 erbauten  Kunst- und Kulturstätte sowie Touristenattraktion im Norden der zu Spanien gehörenden Kanareninsel Lanzarote.
Die teilweise eingestürzte Lavaröhre, im Lavafeld des Vulkans Monte Corona gelegen, ist hier erschlossen und mit Pool, Restaurants und Veranstaltungsmöglichkeiten ausgestattet worden. Die gesamte Lavaröhre reicht vom Monte Corona über die begehbare Höhle Cueva de los Verdes, weiter zu Jameos del Agua bis hin zur Küste unter die Meeresoberfläche.

## Geschichte
Das Wort Jameo stammt aus dem Wortschatz der Altkanarier und bedeutet so viel wie Hohlraum oder Vertiefung im Erdboden. Den Kern dieses Höhlensystems, der in der Inselgemeinde Haría liegt, bildet ein unterirdischer Lavatunnel, der durch die Verfestigung der Lavamassen entstanden ist, in einem Prozess, der etwa 3000 bis 4500 Jahre zurückliegt. Anfang der 1960er Jahre beschloss die Inselregierung den unteren Teil der Höhle, deren Decke teilweise eingestürzt war, in ein Zentrum der Kunst, Kultur und des Tourismus umzugestalten. Geleitet und entworfen wurde dieses Vorhaben vom lanzarotenischen Architekten, Künstler und Naturschützer César Manrique. Die Anlage wurde 1966 eröffnet.

## Charakter der Jameos del Agua

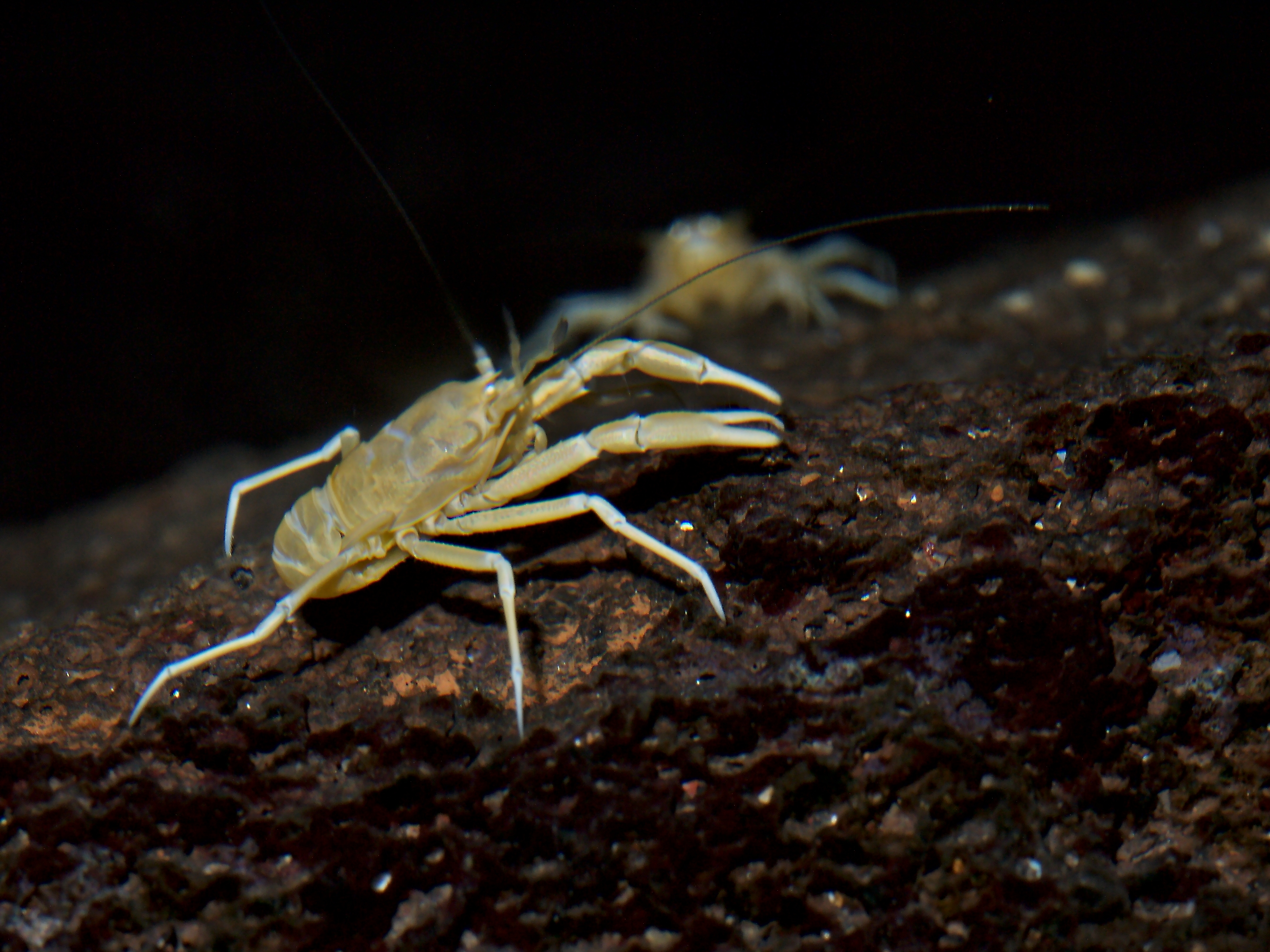
Albinokrebs (Munidopsis polymorpha)

Der bepflanzte Eingang in die Kultur- und Touristenstätte erfolgt über eine geschwungene, steile Treppe bis zum Restaurant in der Grotte, in dem man von der Terrasse auf den unterirdischen See blicken kann, in dem eine weiße Krebsart (Munidopsis polymorpha) lebt, die sonst nur in ozeanischen Tiefen von über 2000 Metern vorkommt und eine Länge von etwa 1,5 cm erreicht. Der Wasserspiegel des Sees steigt und sinkt mit den Gezeiten, da die Grotte, obwohl sie keine direkte Verbindung zum Meer hat, durch Meerwasser, das durch das Gestein sickert, gespeist wird.
Vom See aus führt eine bepflanzte Steintreppenanlage hinauf zum weißen Schwimmbecken, das eigens für diesen Rahmen von César Manrique entworfen wurde, heute aber nicht mehr zum Baden genutzt wird. Das Becken wird von einem kleinen künstlich angelegten Wasserfall gespeist. Seltene und teils endemische Pflanzen wachsen rund um das Becken. Eine Steintreppe führt hinauf zum Haus der Vulkane, in dem die vulkanischen Vorgänge Lanzarotes erklärt werden. Von einem Restaurant mit teilweise überdachter Terrasse hat man einen Blick in die Grotte auf den Pool und über die weite Lavalandschaft außerhalb Jameos del Agua.
Hinter dem weißen Becken liegt das Kernstück von Jameos del Agua, ein in die Grotte integrierter Konzertsaal mit etwa 600 Sitzplätzen, der zwischen 2001 und 2009 zwecks Einbau neuer Sicherheitsstandards geschlossen war. Seit dem 15. Februar 2009 wird der Veranstaltungssaal, Los Jameos genannt, wieder von den Besuchern des gleichnamigen Kultur- und Tourismus-Zentrums genutzt.

## Túnel de la Atlántida
Am unteren Ende von Jameos del Agua liegt der einzige Zugang zum vollständig wassergefluteten Túnel de la Atlántida. Hier setzt sich das Höhlensystem fort und endet nach etwa 1400 Metern etwa 50 Meter unterhalb der Meeresoberfläche in einer Sackgasse. Etwa zehn Tauchexpeditionen haben diese Röhre zwischen 1983 und 2008 erforscht und dabei rund fünfzig, teils noch unbekannte und endemische Arten von pigment- und augenlosen Höhlentieren entdeckt, darunter auch Vertreter der ausschließlich höhlenbewohnenden Remipedia.
Das Geodynamische Labor Lanzarote hat im Túnel de la Atlántida einige Messinstrumente zur Beobachtung und Erforschung eines eventuell steigenden Meeresspiegels installiert. Ebenso betreibt es im Haus der Vulkane hier in Jameos del Agua ein weiteres Forschungslabor sowie ein 2500 Quadratmeter großes Besucherzentrum, in dem auch Führungen angeboten werden.

## Bilder

Eine fantastische Höhlenwelt
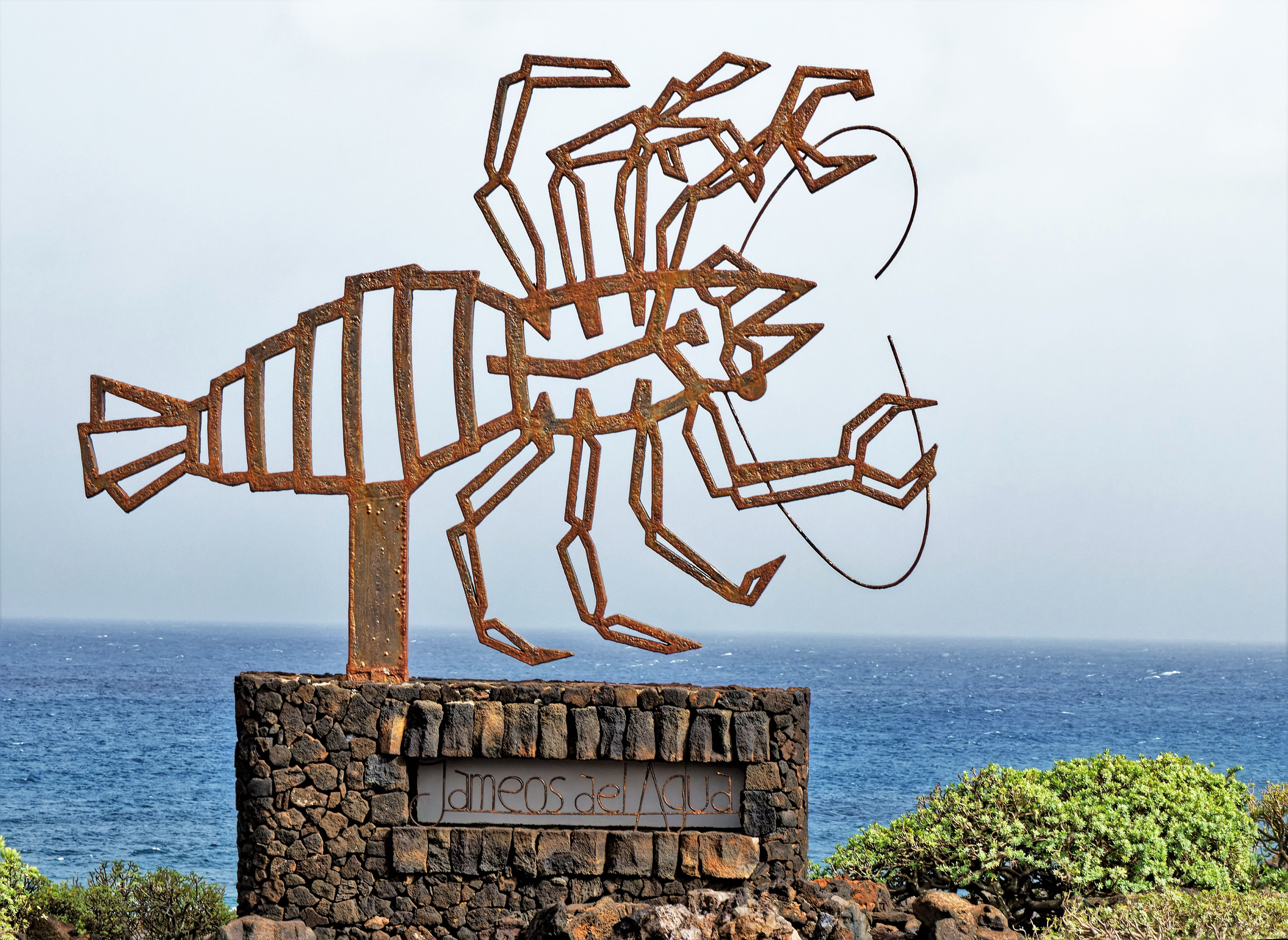
Der Krebs von Manrique
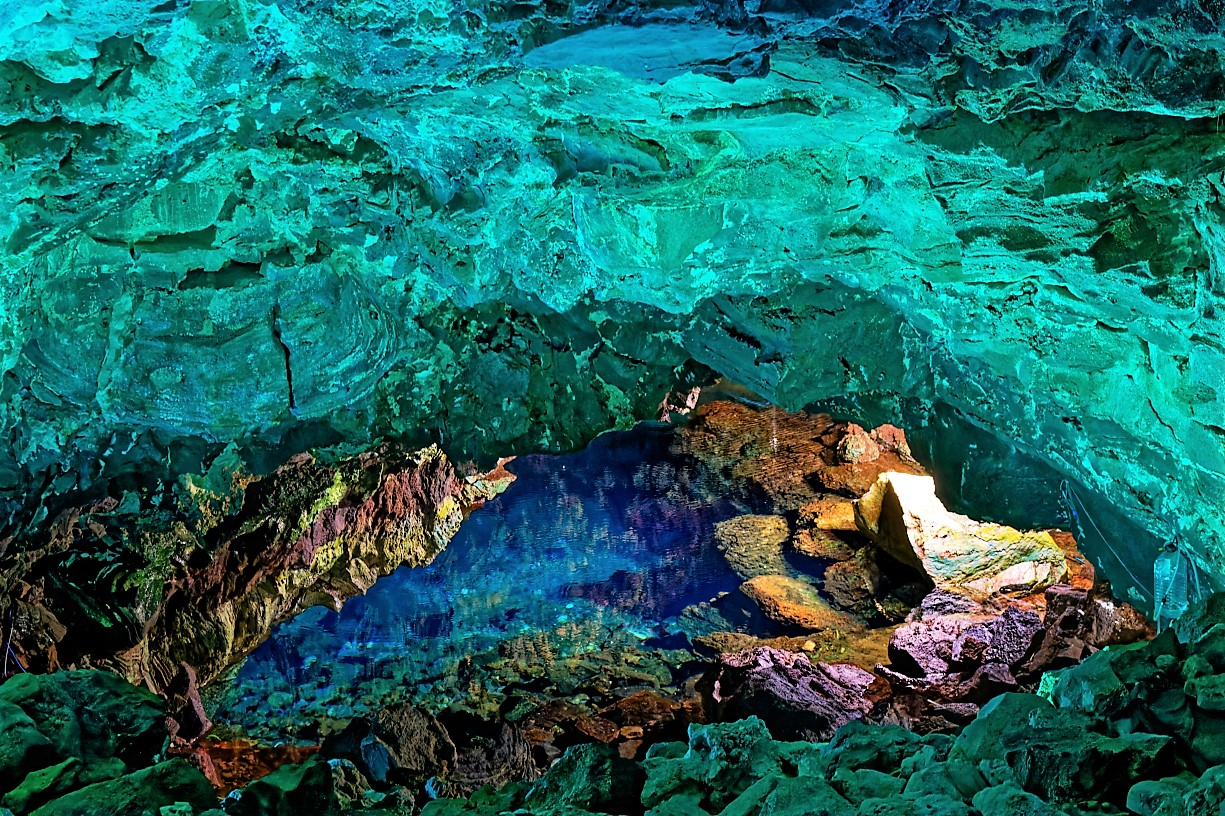
Die Quelle
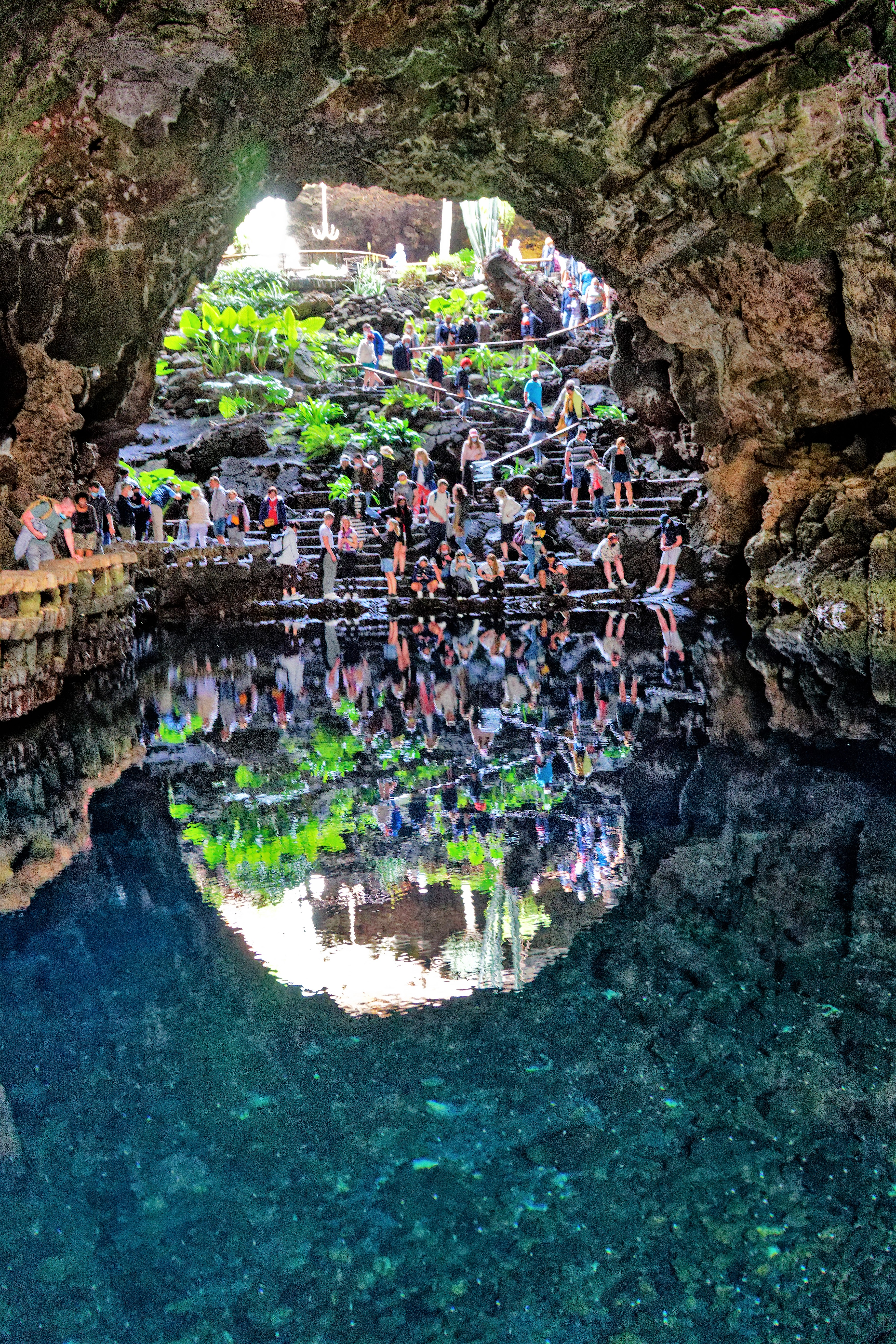
Touristen am See
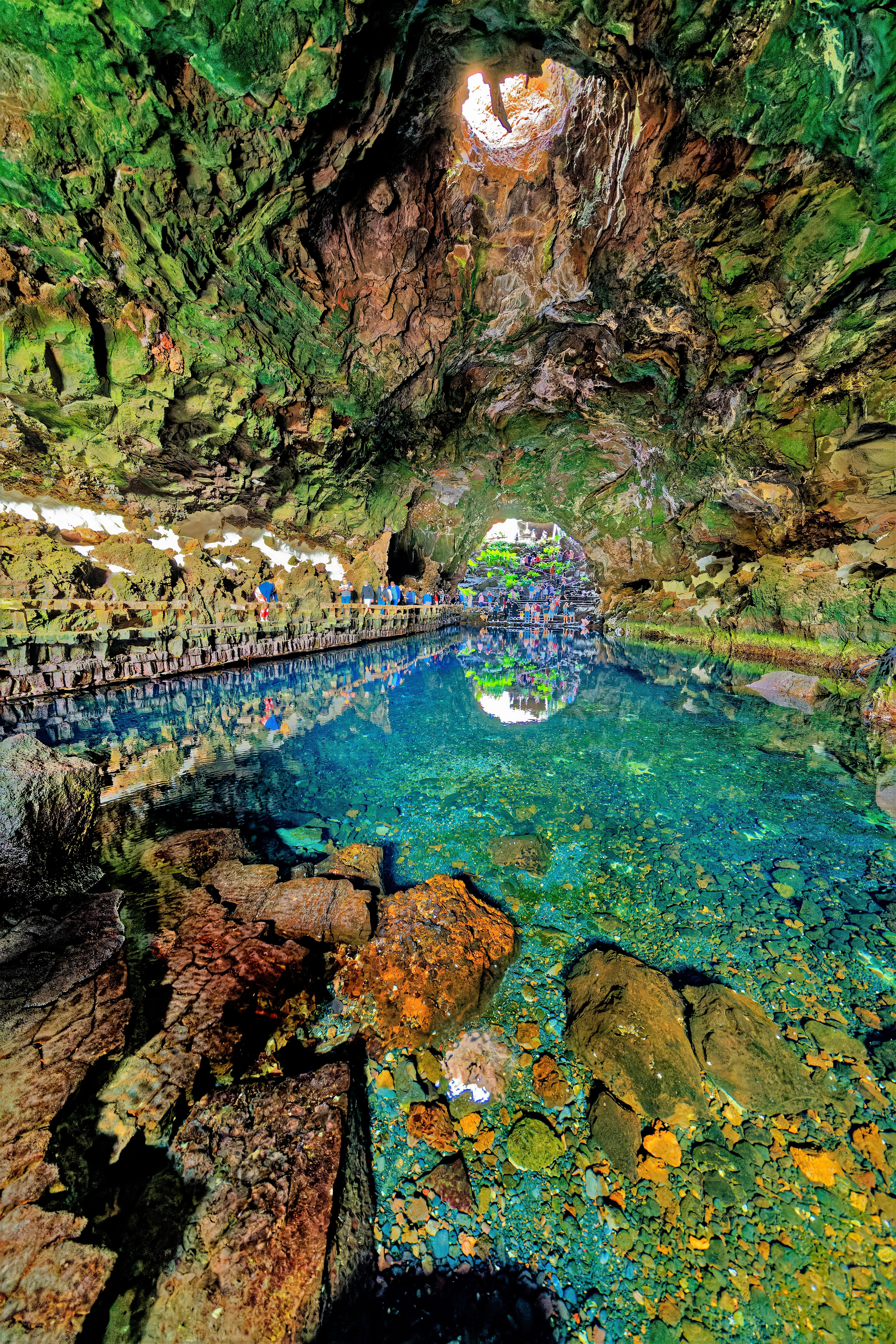
Der See
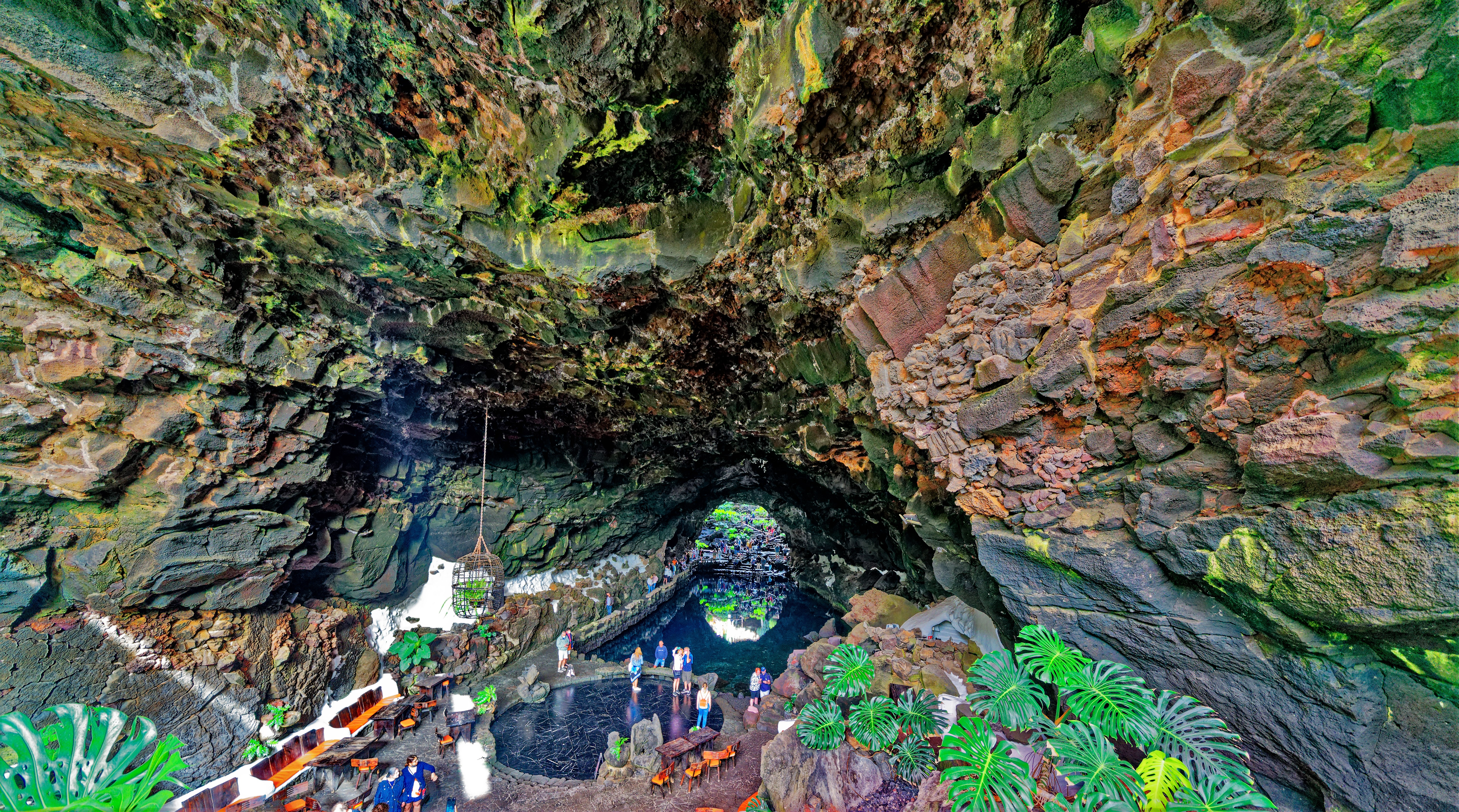
Die Farben der Höhle
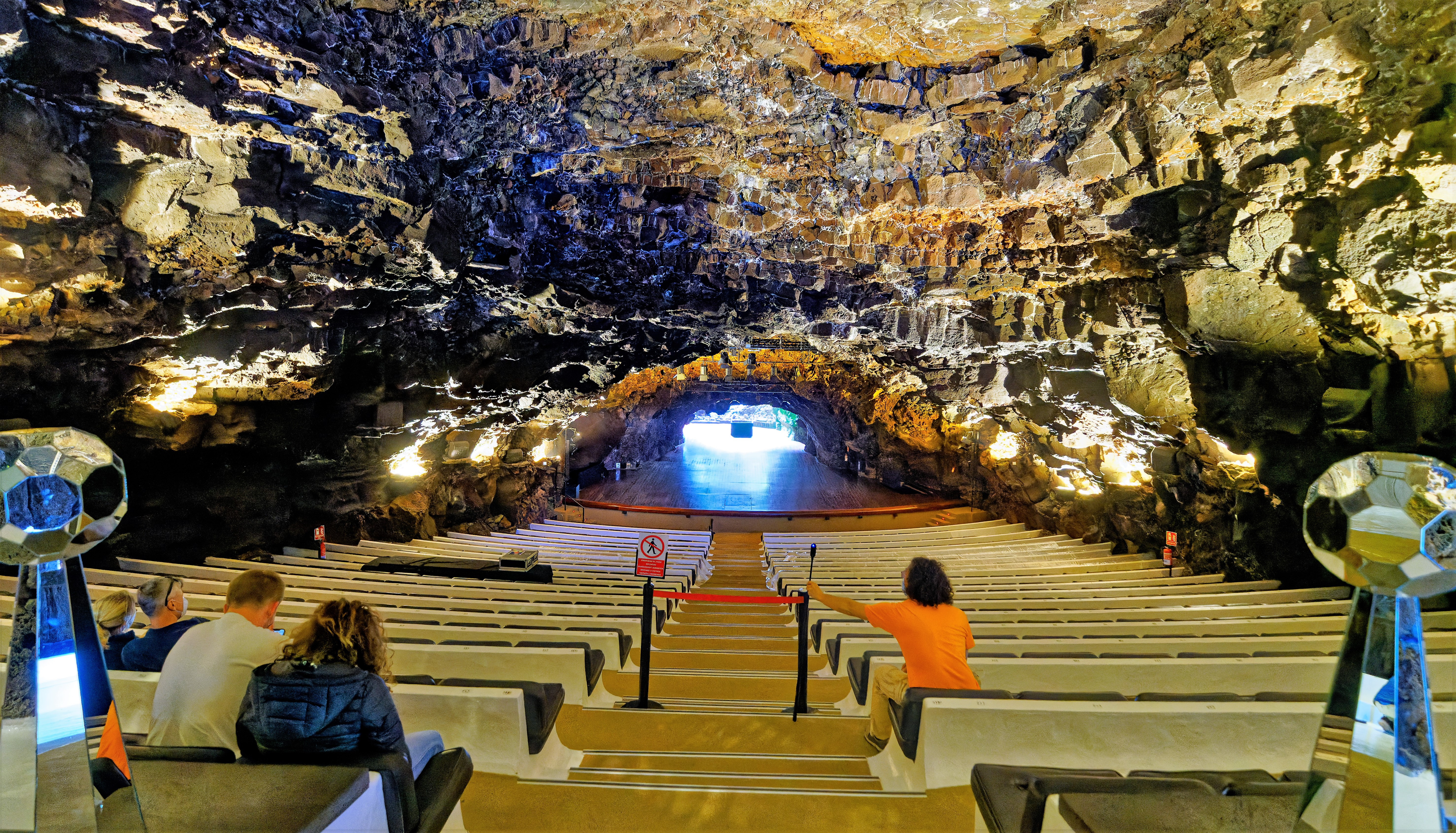
Konzertsaal in der Grotte
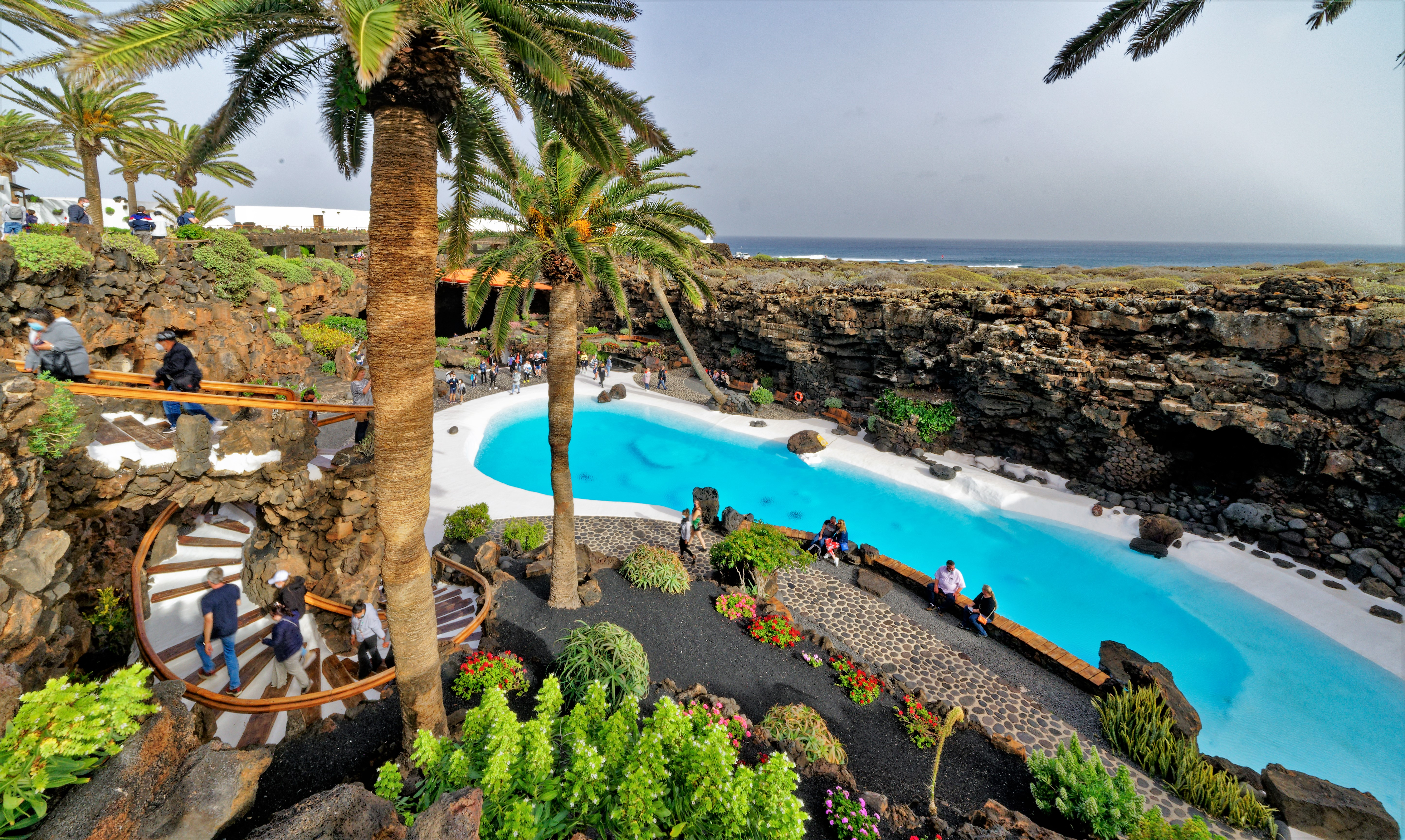
Die Gartenanlage